# Joseph Louis Bonmariage
Pour les articles homonymes, voir Bonmariage.
Joseph Louis Bonmariage, né le 26 octobre 1937 à Heyd, est une personnalité marquante dans le paysage académique et politique wallon. Docteur en sociologie, il fut professeur à l’Université catholique de Louvain, permanent syndical de la Confédération des syndicats chrétiens (1958-1961) et chef de cabinet adjoint auprès du ministre de la politique scientifique Robert Wandekerckhove (1977-1979). Il fut coopté au sénat de Belgique du 12 janvier 1979 au 5 octobre 1981.